# 류쥔첸
류쥔첸(중국어 간체자: 刘俊茜, 정체자: 劉俊茜, 병음: Liú Jùnqiàn, 한자음: 유준서, 2003년 12월 11일~)은 중화인민공화국의 육상 선수로 주 종목은 허들이다. 2024년 하계 올림픽에 참가했으며 세계 실내 선수권 대회에서 동메달 1개를 획득했다.

## 경력
류쥔첸은 2003년 장쑤성 타이저우시에서 태어났다. 초등학교 3학년 때 체육 교사인 쑨밍(중국어: 孙明)의 권유로 운동을 시작했으며 멀리뛰기를 거쳐 단거리 달리기 훈련을 받았다. 이후 초등학교 졸업 후 2016년 타이저우시 체육학교에 단거리 선수 전형으로 입학했다.
2017년에 단거리에서 허들로 전향했고 2020년에 장쑤성 육상단에 입단했다. 2024년에 중화인민공화국 국가대표로 발탁되었으며 1월 카자흐스탄 아스타나에서  열린 2024년 아스타나 미팅 국제 육상 대회에 참가하면서 국가대표 데뷔전을 가졌다. 같은 해 3월에 영국 글래스고에서 열린 2024년 세계 실내 선수권 대회에서 예선 12위를 기록했다.